# Pello Salaburu Etxeberria
 Pello Salaburu Etxeberria  (Arizkun, Navarra, 1951) és un lingüista i escriptor navarrès.
Va estudiar sociologia i filologia basca a la Universitat de Deusto i després a la Universitat de Nou Mèxic, la Universitat Cornell i el MIT. Va presentar la seva tesi doctoral a la Universitat del País Basc (UPV / EHU) sota la direcció de Koldo Mitxelena. És catedràtic de Filologia Basca i va ser rector de la UPV / EHU entre el 1996 i el 2000. Pertany a la Reial Acadèmia de la Llengua Basca, on coordina els treballs del diccionari unificat i presideix la comissió de gramàtica. És membre de l'Acadèmia Europea de les Ciències i les Arts i a l'Advisory Board del Center for Basque Studies (CBS) de la Universitat de Nevada, Reno (UNR). És president de la societat KLASIKOAK, que ha publicat més d'un centenar de traduccions en llengua basca d'obres clàssiques del pensament universal. És coeditor de la sèrie Basque Classics, d'UNR. És també membre del Club de Roma, de la RSBAP, el Consell Assessor de la Càtedra UNESCO de Gestió i Política Universitària de la Universitat Politècnica de Madrid, i és membre del Consell Assessor de l'Euskera del Govern Basc.
Col·labora de forma habitual amb articles d'opinió a la premsa diària basca, en castellà i en llengua basca.

## Obres destacades[1]

### Obres al camp de la lingüística basca
- Baztango mintzoa: gramatika eta hiztegia (2005)
- Hizkuntz teoria eta Baztango euskalkia: fonetika eta fonologia. Arau fonologikoak (1984)
- Hizkuntz teoria eta Baztango euskalkia: fonetika eta fonologia. Hizkuntzaren Soinu-egitura (1984)
- Ikaslearen esku-gramatika (1981)
- Baztango euskalkiaz (1980)

### Assaigs en llengua basca
- Euskararen etxea (2002)
- XX. Mendearen argi-itzalak (2001)
- Euskara hobean Hobe (1984)

### Obres sobre qüestions universitàries
A més de la lingüística basca, ha realitzat investigacions sobre l'organització dels sistemes universitaris al món:
- La universitat en la cruïlla: Europa i els EUA (2007) (Col·laboradors: Marta Moreno, Ludger Mees i Juan Ignacio Pérez)
- La Universitat en la cruïlla: Europa i els EUA (Resum executiu i conclusions) (2006)
- Sistemes universitaris a Europa i els EUA (2003) (Autors: Pello Salaburu, Ludger Mees, Juan Ignacio Pérez)
- Unibertsitatea eta euskal gizartea, gaur (2003) (Autors: Juan Ignacio Pérez, Pello Salaburu)